# Safranzirpe
Die Safranzirpe (Mocydia crocea), auch Safrangraszirpe genannt,  ist eine Zwergzikade aus der Unterfamilie der Zirpen (Deltocephalinae).

## Merkmale
Die Safranzirpe hat eine Länge von 4,8–5,4 mm. Die Zikaden sind überwiegend orange-gefärbt. Über Kopf, Thorax und Scutellum sowie über die Facettenaugen verlaufen weiße Längsstreifen. Die Flügeladern sind weiß. Drei langgestreckte Zellen bilden ein verdunkeltes Band.

## Ähnliche Arten
- Mocydiopsis parvicauda aber auch andere Vertreter der Gattung Mocydiopsis ähneln der Safranzirpe. Diese lassen sich jedoch anhand von Details der Flügeladerung unterscheiden.[2]

## Verbreitung
Die Art kommt in weiten Teilen Europas vor. Ihr Vorkommen reicht im Norden bis auf die Britischen Inseln, ins Benelux und nach Polen, im Süden bis in den Mittelmeerraum und nach Nordafrika, im Osten bis nach Asien. In Skandinavien sowie im äußersten Norden Deutschlands fehlt die Art.

## Lebensweise
Den Lebensraum der Zikadenart bilden Grasbiotope mit hochwüchsigen Pflanzen. Zu den Futterpflanzen der Safranzirpe (sowohl der Imagines als auch der Larven) zählen Reitgräser (Calamagrostis), Zwenken (Brachypodium) und Pfeifengräser (Molinia). Die adulten Zikaden beobachtet man fast das ganze Jahr über, lediglich in der Zeit zwischen Anfang Juni und Anfang Juli nimmt die Häufigkeit merklich ab. Die Imagines der neuen Generation erscheinen etwa ab August und paaren sich noch im Spätsommer und Herbst. Es überwintern hauptsächlich die Weibchen. Diese legen im Frühjahr ihre Eier ab.

## Taxonomie
In der Literatur finden sich folgende Synonyme:
- Amblycephalus nervosus Curtis, 1835
- Jassus crocea Herrich-Schäffer, 1837
- Jassus oxypterus Kirschbaum, 1868